# Upplands runinskrifter 1170
Upplands runinskrifter 1170 är en vikingatida runsten av granit vid Vittinge kyrka, Vittinge socken och Heby kommun. Stenen är 1,35 meter hög och 1,1 meter bred. Inskriften är en nonsensinskrift och saknar språklig mening. Det finns ristade tecken, dock ej runor, i slingan på stenen. Stenen har tidigare legat i klockstapelns grund.